# Erving Goffman
 (décembre 2023).
Si vous disposez d'ouvrages ou d'articles de référence ou si vous connaissez des sites web de qualité traitant du thème abordé ici, merci de compléter l'article en donnant les références utiles à sa vérifiabilité et en les liant à la section « Notes et références ».
Erving Goffman, né le 11 juin 1922 à Mannville, Alberta, Canada et mort le 19 novembre 1982 à Philadelphie aux États-Unis, est un sociologue et linguiste américano-canadien. Avec Howard Becker, il est l'un des principaux représentants de la deuxième École de Chicago.
Goffman est largement reconnu pour sa contribution significative à la compréhension de l'interaction sociale, de la communication et de la construction de l'identité et ses travaux ont influencé de nombreux domaines tels que la sociologie et la psychologie sociale.

## Biographie
Enfant de parents ukrainiens de confession juive ayant immigré au Canada au début du XXe siècle, Erving Goffman est né le 11 juin 1922 à Mannville dans la province d'Alberta. Il entreprend des études de sociologie à l'université de Toronto (1944) où il est l'élève de Ray Birdwhistell, puis à l'université de Chicago (1945) où il est l'élève de Herbert Blumer et Everett Hughes. En 1952, dans la lignée des enquêtes participatives inaugurée par B. Malinowski, il part pour les îles Shetland, au nord de l'Écosse, observer la vie locale pendant douze mois. Il se présente comme étudiant en économie agricole : en réalité, il collecte des données pour sa thèse de doctorat, qu'il soutient en 1953.
Déménageant en 1954 pour Washington, accompagné de son épouse Angelica Choate et de son fils Tom, Goffman décide d'aller vivre plusieurs mois parmi des malades mentaux, au sein de l'hôpital psychiatrique St. Elizabeths à Washington, comptant plus de sept mille lits, afin d'observer la vie des reclus. Enseignant à l'université de Californie à Berkeley depuis 1958, il est nommé professeur en 1962. Entre-temps, il a publié Asiles, sur la base des observations des comportements du personnel et des patients de l'hôpital psychiatrique St. Elizabeths, introduisant la notion d'« institution totale ». Cet ouvrage influence très fortement le courant de l'anti-psychiatrie naissante. En 1963, il publie Stigmate.
Goffman fait figure d'exception parmi les sociologues de l'époque dans l'articulation de ses points d'intérêt académique, sa vie privée et son train de vie. Les sociologues Gary Fine et Philip Manning (2003, p. 36; réf. ci-dessous) décrivent cette curiosité comme une alliance de sa passion pour les théories du jeu, sa pratique en tant que joueur de poker (avec ses collègues à l'université mais aussi dans les casinos de Las Vegas), la négociation d'un salaire élevé pour les sociologues de l'époque et l'analyse de marchés financiers dont il tirait un profit, paraît-il, substantiel.
Son épouse Angelica souffre de dépression et se suicide en 1964.
Les analyses goffmaniennes se centrent moins sur l'action individuelle que sur l'« interaction », usant de métaphores didactiques. Avec La présentation de soi (la mise en scène de la vie quotidienne, tome 1), il développe la « métaphore théâtrale », considérant les personnes en interaction comme des acteurs menant une représentation. Il distinguera ainsi la « scène » des actions individuelles de leurs « coulisses ». Dans Les Rites d'interaction, il parle de « métaphore du rituel » pour rendre compte des rencontres « face à face ». Les stratégies inter-individuelles afin de ne pas « perdre la face » deviendront un thème majeur de son œuvre.
Après un séjour à l'université Harvard, au Center for International Affairs durant lequel il s'intéresse, en compagnie de Thomas Schelling, à la « théorie des jeux », il occupe une chaire à l'université de Pennsylvanie, où il retrouve Ray Birdwhistell de 1968 à 1982.
En 1974, il publie Les Cadres de l'expérience, ouvrage que certains critiques qualifieront de « structuraliste », cherchant à identifier une incohérence dans l'évolution de son œuvre. S'inspirant de la « métaphore cinématographique », le cours de l'existence est, selon lui, composé de multiples « constructions de la réalité », par différents « cadrages » (« frames ») s'articulant les uns aux autres. Il propose une typologie selon laquelle des « cadres primaires » (« naturels » ou « sociaux »), orientant nos perceptions ainsi que nos comportements, pourraient être « transformés » (« modalisation » ou « fabrication »).
En 1981, il se remarie avec Gillian Sankoff, avec laquelle il a une fille, Alice Goffman (en). Il meurt d'un cancer de l'estomac peu après le 19 novembre 1982, à l'âge de 60 ans. 
Le parcours académique de Goffman (enrichi d'éléments biographiques) est retracé dans un livre écrit par Yves Winkin : D'Erving à Goffman. Une œuvre performée ?

## Concepts
Rattaché à la seconde École de Chicago, il s'écarte des méthodes dites « quantitatives » et statistiques pour privilégier l'observation participante. Ainsi, pour Asiles, il consacre deux années à étudier un asile. Il prend part au courant de l'ethnométhodologie et de l'interactionnisme symbolique, même s'il a toujours refusé sa filiation avec cette dernière. La difficulté d’associer formellement Goffman à l’interactionnisme symbolique découle du fait que l’œuvre de ce dernier ne se réduit pas à une analyse interactionniste. Pour lui, l'interaction sociale est guidée par le souci de ne pas perdre la face. La notion d'interaction prend une place très importante dans son œuvre.
Une des formes caractéristiques de l'écriture goffmanienne consiste dans le recours à de nombreuses métaphores, souvent filées, empruntant notamment au registre théâtral, rituel, ou encore ludique. Ce procédé est particulièrement important dans les premiers écrits du sociologue.

### Institution totale
Goffman définit la notion d'institution totale (« total institution ») comme « un lieu de résidence et de travail où un grand nombre d'individus, placés dans la même situation, coupés du monde extérieur pour une période relativement longue, mènent ensemble une vie recluse dont les modalités sont explicitement et minutieusement réglées ». Le traducteur français utilise l'expression « institution totalitaire » dont la connotation est davantage politique, et dont le bien-fondé est sujet à discussion (l'anglais distingue, comme le français, totalitarian, qui signifie totalitaire, et total, qui signifie total ; par ailleurs certaines institutions totales au sens de Goffman ne sont pas liberticides et oppressantes au même titre qu'un régime totalitaire). Prisons, camps de concentration, asiles, couvents, mais aussi internats, orphelinats, etc. peuvent être considérés comme des « institutions totales » (qu'on peut d'ailleurs rapprocher des institutions disciplinaires selon Michel Foucault). Celles-ci détruisent l'identité des reclus. Caractéristiques :
- coupure du monde extérieur ;
- tous les besoins sont pris en charge par l'institution ;
- mode de fonctionnement bureaucratique ;
- contacts entre reclus et surveillants limités ;
- changement de la temporalité.

### Métaphore théâtrale

#### La présentation de soi
La présentation de soi est une traduction éditée en 1973 en français (dans la collection « Le Sens Commun » créée par Pierre Bourdieu) à partir de The presentation of self in everyday life, une édition américaine de 1959. Une partie des matériaux utilisés dans cet ouvrage provient initialement de sa thèse de sociologie soutenue en 1953, Communication Conduct in an Island Community.
Dans La présentation de soi, le champ lexical du théâtre est omniprésent : sont mobilisés les termes « acteurs », « public », « spectacle », « rôle », « mise en scène », « décors », « coulisses », « personnage ». Ces termes sont mobilisés de manière heuristique : au théâtre comme dans l'interaction, tout compte : le décor, le jeu d'acteur, la réaction du public, etc. La présentation de soi n'est donc pas simplement une émanation individuelle, elle est une construction collective.
L'idée défendue dans l'ouvrage est la suivante : dans ses relations aux autres, l'individu se présente tel un acteur devant un public, il donne une expression de lui-même pour susciter une impression, en mobilisant un ensemble de techniques de représentation. La métaphore théâtrale est ainsi mobilisée comme outils pour analyser les interactions. Comme au théâtre, un ensemble de conventions, de règles et de normes pèse sur les individus : il s'agit d'un cadre impersonnel, normé et codifié, exigeant des individus qu'ils jouent un personnage déterminé et une certaine interprétation de ce personnage dans une situation donnée.
Goffman envisage donc de manière heuristique la vie sociale comme une « scène » (région où se déroule la représentation), avec ses acteurs, son public et ses « coulisses » (l'espace où les acteurs peuvent contredire l'impression donnée dans la représentation). Il nomme « façade » différents éléments avec lesquels l'acteur peut jouer, tel le « décor », mais aussi la « façade personnelle » (signes distinctifs, statut, habits, mimiques, sexe, gestes, etc.). Les acteurs se mettent en scène, offrant à leur public l'image qu'ils se donnent. Ils peuvent avoir plusieurs rôles, sans qu'il y en ait un plus « vrai » que l'autre, et prendre leur distance vis-à-vis d'eux, jouant sur la dose de respect à la règle qu'ils jugent nécessaire ou adéquat.
Les acteurs en représentation construisent une définition commune de la situation. Une « fausse note » est une rupture dans cette définition, à la suite d'une gaffe ou d'un impair commis par un ou plusieurs acteurs. Cela produit une représentation contradictoire, une remise en question de la réalité commune, causant un malaise général. Pour éviter ces impairs, des techniques de protection, aussi appelé « tact », sont mises en œuvre, comme les « échanges réparateurs » telles les excuses ritualisées, les « aveuglements par délicatesse », etc.
La traduction française induit un déplacement théorique, exagère le caractère dramaturgique, et estompe des distinctions essentielles, par exemple en traduisant « individual » et « performer » indistinctement par « acteur ».

#### Stigmate
La « stigmatisation » d'un individu intervient, pour Goffman, lorsqu'il présente une variante relative par rapport aux modèles offerts par son proche environnement, un attribut singulier qui modifie ses relations avec autrui et en vient à le disqualifier en situation d'interaction. « Cet attribut constitue un écart par rapport aux attentes normatives des autres à propos de son identité ». Chaque individu est plus ou moins stigmatisé en fonction des circonstances, mais certains le sont plus que d'autres : tous peuvent être placés sur un « continuum ». Les stigmates sont d'une grande diversité, s'appliquant aussi bien à la psychologie individuelle qu'aux relations sociales d'une personne donnée : parmi eux, le passé des individus, les handicaps, les tares de caractère, l'homosexualité, l'appartenance à un groupe donné, etc.
Goffman classe ces stigmates dans deux catégories différentes : les stigmates « visibles » et « invisibles ». Les premiers caractérisent les attributs physiques et les traits de personnalité directement apparents lors du contact social, les seconds regroupent toutes les facettes de l'individu difficilement décelables lors d'un contact visuel avec celui-ci. L'acteur va donc tout mettre en œuvre afin de cacher ce stigmate ou en tout cas d'éviter qu'il ne constitue un malaise chez son public. Goffman nomme « contacts mixtes » les interactions à risques entre normaux et stigmatisés. Le risque de « fausse note » y est théoriquement plus élevé.
L'auteur met toutefois en garde ses lecteurs contre le risque de prendre trop au sérieux cette métaphore.

### Métaphore du rituel
La « face » est le terme employé par Goffman dans Les Rites d'interaction pour désigner « la valeur sociale positive qu'une personne revendique effectivement à travers une ligne d'action que les autres supposent qu'elle a adopté au cours d'un contact particulier ». En interaction avec d'autres, la règle fondamentale que doit respecter tout individu est de « préserver sa face et celle de ses partenaires ». C'est la condition de possibilité de toute interaction, car la face est essentielle, sacrée en un sens. Différentes stratégies individuelles de « figuration » viennent garantir le respect de sa face et celle d'autrui, évitant de les compromettre : il s'agit de ce que l'on appelle le « tact », les règles de savoir-vivre ou encore la diplomatie. Des échanges réparateurs viennent rétablir l'ordre lorsqu'un incident a eu lieu : le(s) fautif(s) s'excuse(nt), le public lui pardonne, afin de retrouver un équilibre.
Dans toute interaction, un certain niveau d'engagement est requis, ainsi qu'un soutien à l'engagement des autres. Cet « engagement » peut être défini par le maintien d'une attention intellectuelle et affective pour l'objet officiel de l'interaction. Il n'est pas facile à maintenir, mais si c'est le cas, l'interaction est joyeuse, elle marche.
En 1979, Goffman dégage la notion d'« hyper-ritualisation » dans un article sur les photos de mode, expliquant qu'un ensemble de publicités de mode manifeste une structure sous-jacente commune. Les stéréotypes publicitaires renseignent sur des stéréotypes tirés de la vie réelle. Les notions de standardisation, d'exagération et de simplification qui caractérisent les rites en général se retrouvent dans les poses des clichés de mode.

### Métaphore cinématographique
L'ouvrage Les Cadres de l'expérience ne se limite pas aux interactions, mais traite de l'expérience. Goffman emprunte la notion de cadre à l'anthropologue Gregory Bateson. Toute expérience, toute activité sociale, se prête, selon lui, à plusieurs versions, ou cadrages. Ceux-ci entretiennent des rapports les uns avec les autres. Ils fixent la représentation de la réalité, orientant les perceptions, et influencent l'engagement et les conduites. Normalement, ils passent inaperçus et sont partagés par toutes les personnes en présence.
Erving Goffman distingue :
- Les cadres primaires. « Est primaire un cadre qui nous permet, dans une situation donnée, d'accorder un sens à tel ou tel de ces aspects, lequel autrement serait dépourvu de signification ». Parmi eux, les cadres naturels impliquent l'action de forces ou de lois de la nature et les cadres sociaux sont le fait d'actions ou d'intentions humaines.
- Les cadres transformés, s'ils sont « modalisés » sont des transformations qui ne se cachent pas. Par contre, s'ils résultent d'efforts délibérés destinés à désorienter l'activité d'un individu ou d'un ensemble d'individus sans que ceux-ci s'en rendent compte, on parlera de « fabrication ». Celle-ci peut être bénigne ou abusive.

Ces transformations et modalisations de cadre peuvent se superposer les unes aux autres : on parle alors de premier, deuxième, etc., « degré ». Certains cadrages présentent des « ambiguïtés », la signification de la situation étant peu claire, le comportement à adapter à leur égard étant difficile à prévoir. Des « erreurs » de cadrage, c'est-à-dire des malentendus, peuvent également survenir : « le cadrage semble clair, mais il oriente néanmoins les perceptions et comportements des personnes dans un sens qui se révèle par la suite reposer sur des prémisses fausses ».
On appelle rupture de cadre le moment, souvent pénible, où l'individu se rend compte qu'il a perçu la situation de manière erronée : la culture même de nos croyances s'en trouve subitement bouleversée.

## Publications

### Ouvrages
- Communication conduct on an island community (1953) - thèse de doctorat
- The Presentation of Self in Everyday Life (1959)
- Asylums (1961)
- Encounters: Two Studies in the Sociology of Interaction – Fun in Games & Role Distance, Indianapolis, Bobbs-Merrill.
- Stigma (1963)
- Behavior in Public Places: Notes on the Social Organization of Gatherings (1963)  (ISBN 0-02-911940-5)
- Gender Advertisements, Macmillian. (1979)
- Interaction Ritual: Essays on Face-to-Face Behavior, New York: Pantheon Books (1967)
- Forms of Talk, Philadelphia: University of Pennsylvania Press (1981)

### Articles
- « The Interaction Order », American Sociological Review, 48: 1–17 (1983)

### Principaux ouvrages traduits en français
- La Mise en scène de la vie quotidienne, édition confidentielle en 1956, seconde édition en 1959
- La Mise en scène de la vie quotidienne, t. 1 La Présentation de soi, Éditions de Minuit, coll. « Le Sens Commun », 1973  (ISBN 2707300144)
- La Mise en scène de la vie quotidienne, t. 2 Les Relations en public, Éditions de Minuit, coll. « Le Sens Commun », 1973  (ISBN 2707300632)
- Asiles – Études sur la condition sociale des malades mentaux et autres reclus, 1961 ; traduction de Liliane et Claude Lainé, présentation, index et notes de Robert Castel, Éditions de Minuit, coll. « Le Sens Commun », 1979  (ISBN 2707300837)
- Comment se conduire dans les lieux publics (1963), Ed.: Economica, Coll.: Études Sociologiques,  (ISBN 2717864415)
- Stigmate. Les usages sociaux des handicaps, 1963 ; traduit de l'anglais par Alain Kihm, Éditions de Minuit, coll. « Le Sens Commun », 1975
- Les Rites d'interaction, 1974[11]
- Les Cadres de l'expérience, 1974
- L'Arrangement des sexes, 1979
- Façons de parler, 1981 ; traduit de l'anglais par Alain Kihm, Éditions de Minuit, coll. « Le Sens Commun », 1987  (ISBN 2-7073-1140-5)
- Les moments et leurs hommes, traduction de Yves Winkin, Alain Kihm, Manar Hammad et Françoise Reumaux, présentation et index de Yves Winkin, Éditions de Minuit, 1988  (ISBN 2-02-009984-5)
- Comment se conduire dans les lieux publics. Notes sur l’organisation sociale des rassemblements ; traduit de l’anglais et postfacé par Daniel Cefaï, Paris, Economica, 2013 (1963).  (ISBN 978-2-7178-6441-0)

#### Ouvrages sur Erving Goffman
- (en) Tom R. Burns, Erving Goffman, Routledge, 1991, 400 p. (ISBN 978-0-415-06492-7)
- Robert Castel, Jacques Cosnier et Isaac Joseph (dir.), Le parler frais d'Erving Goffman, Éditions de Minuit, coll. « Arguments », 1989 (ISBN 2-707-31318-1).
- Daniel Cefaï et Laurent Perreau (dir.), Erving Goffman et l’ordre de l’interaction, Paris, PUF, 2013, 466 p. (ISBN 978-2-952-78657-7)
- (en) Gary A. Fine et Philip Manning, « Erving Goffman », dans George Ritzer, The Blackwell companion to major contemporary social theorists, 2003 (lire en ligne).
- Mathias Thura, « Une réévaluation de la métaphore théâtrale chez Goffman », Revue de synthèse, vol. 133, no 4,‎ 2012, p. 565-596 (ISSN 0035-1776 et 1955-2343, DOI 10.1007/s11873-012-0205-4, lire en ligne, consulté le 24 décembre 2023).
- Yves Winkin, « Entretien avec Erving Goffman », Actes de la recherche en sciences sociales, no 54,‎ 1984, p. 85-87 (lire en ligne).
- Yves Winkin, Les moments et leurs hommes, Paris, Éditions du Seuil, 1988.
- Yves Winkin, De Erving à Goffman. Une œuvre performée, Paris, MfK éditions, 2022, 190 p.

#### Ouvrages de vulgarisation
- Pascal Lardellier (dir.), Actualité d'Erving Goffman, de l'interaction à l'institution, Paris, L'Harmattan, coll. « Des Hauts et Débats », 2015.
- Jean Nizet et Natalie Rigaux, La sociologie de Erving Goffman, La Découverte, 2005 (ISBN 2-707-14202-6).
- David Le Breton, L'interactionnisme symbolique, Paris, PUF, 2004.